# Parterre (jardinage)
Pour les articles homonymes, voir Parterre.

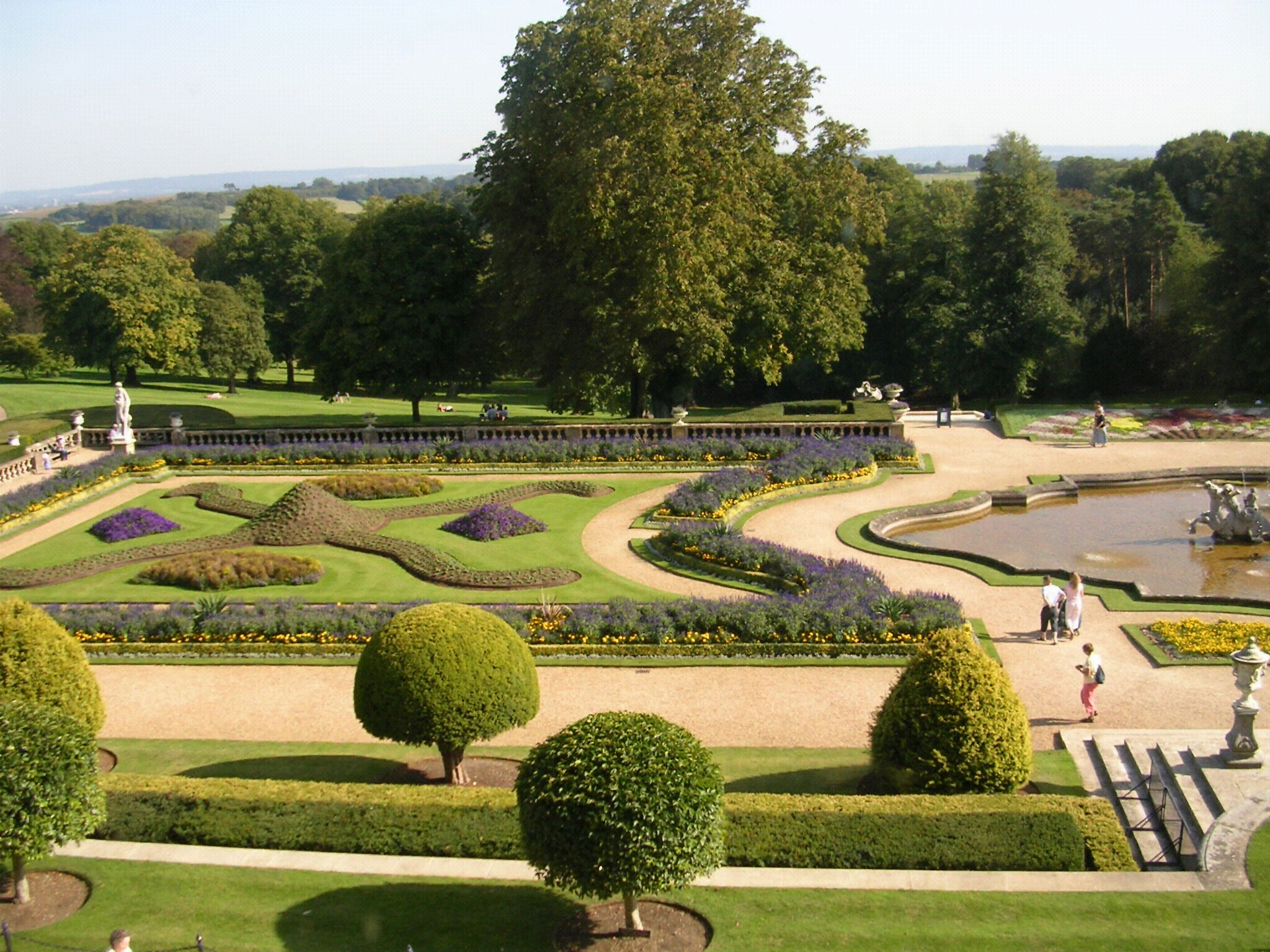
Parterres à Waddesdon Manor, en Angleterre

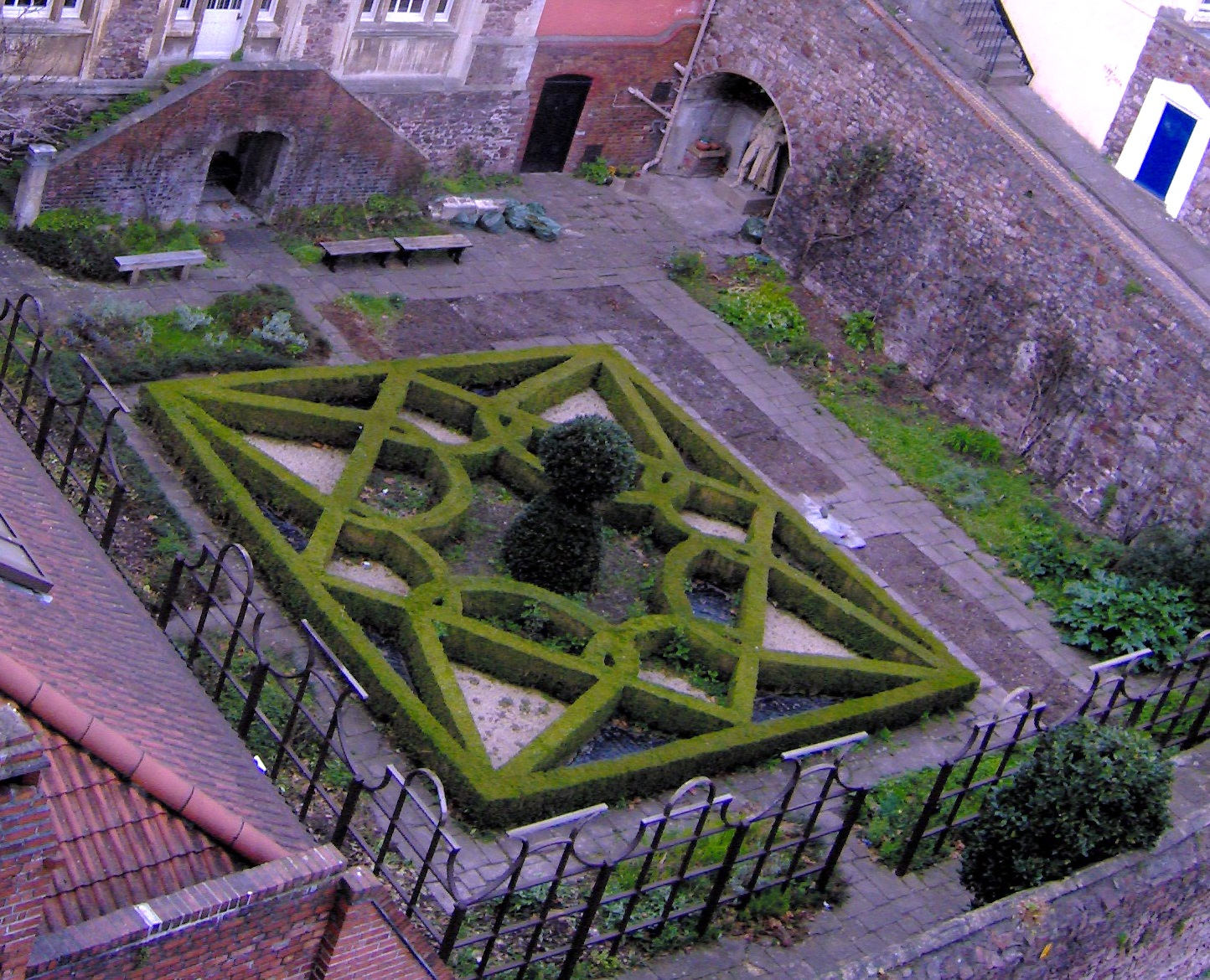
Jardin de nœud (Knot garden) à Bristol en Angleterre

Un parterre est la partie dégagée et plane d'un jardin d'agrément ou d'un parc formant par sa composition un ensemble décoratif. Régulièrement divisé par des allées en compartiments et en plates-bandes bordés de pierre ou de haies rigoureusement taillées, il est essentiellement garni de fleurs, herbes et arbustes. Généralement situé face au bâtiment principal d'une résidence ou à l'intérieur d'un jardin public, sa composition est complétée par des surfaces variées (gazon, chemin de gravier), corbeilles, bordures de fleurs, parfois des sculptures, fontaines, terrasses surélevées, pièces d'eau ou bassins, toujours dans un but esthétique et ornemental.
Le parterre de broderie est composé de buis taillés formant des motifs (rinceaux, fleurons, typiques de l'art topiaire), le parterre « à l’anglaise » est une grande étendue de gazon bordée de massifs de fleurs. Le parterre « à la française », formé de compartiments géométriques et symétriques, trouve ses origines au XVe siècle dans les jardins de la Renaissance française, tel le jardin de Versailles et se développe au XVIe siècle dans le jardin à la française ou le jardin de nœuds (en) typique de l’époque Tudor.
Trois grandes règles gouvernent l'arrangement et la disposition des groupes d'arbres, d'arbustes et de fleurs :
1. le tri par hauteur ;
2. la cohérence stylistique ;
3. la variété des formes et des textures.

## Tri par hauteur
Si le groupe est accolé à une haie ou à un mur, il convient toujours de mettre les plus grandes espèces à l'arrière et les plus petites à l'avant. Cela permet l'observation de toutes les plantes.

## Cohérence stylistique
Un jardin non cohérent étant à éviter, il faut au plus tôt se décider quant au style recherché.
Si l'on préfère un style classique, ou tout simplement si cela correspond mieux au style de la maison, on préfère des parterres aux lignes droites. Cela n'empêche pas de planter les végétaux d'une manière désordonnée, pour ne pas rendre le tout trop lourd et monotone. Si l'on préfère un genre plus naturel, campagnard et champêtre, et surtout si l'on veut donner une impression d'espace au jardin, il est conseillé d'adopter de gracieuses courbes qui mènent le regard vers le fond du jardin. Dans ce cas-là, en revanche, on évitera d'ordonner les plantes en suivant des lignes strictes.

## Variété des formes et des textures

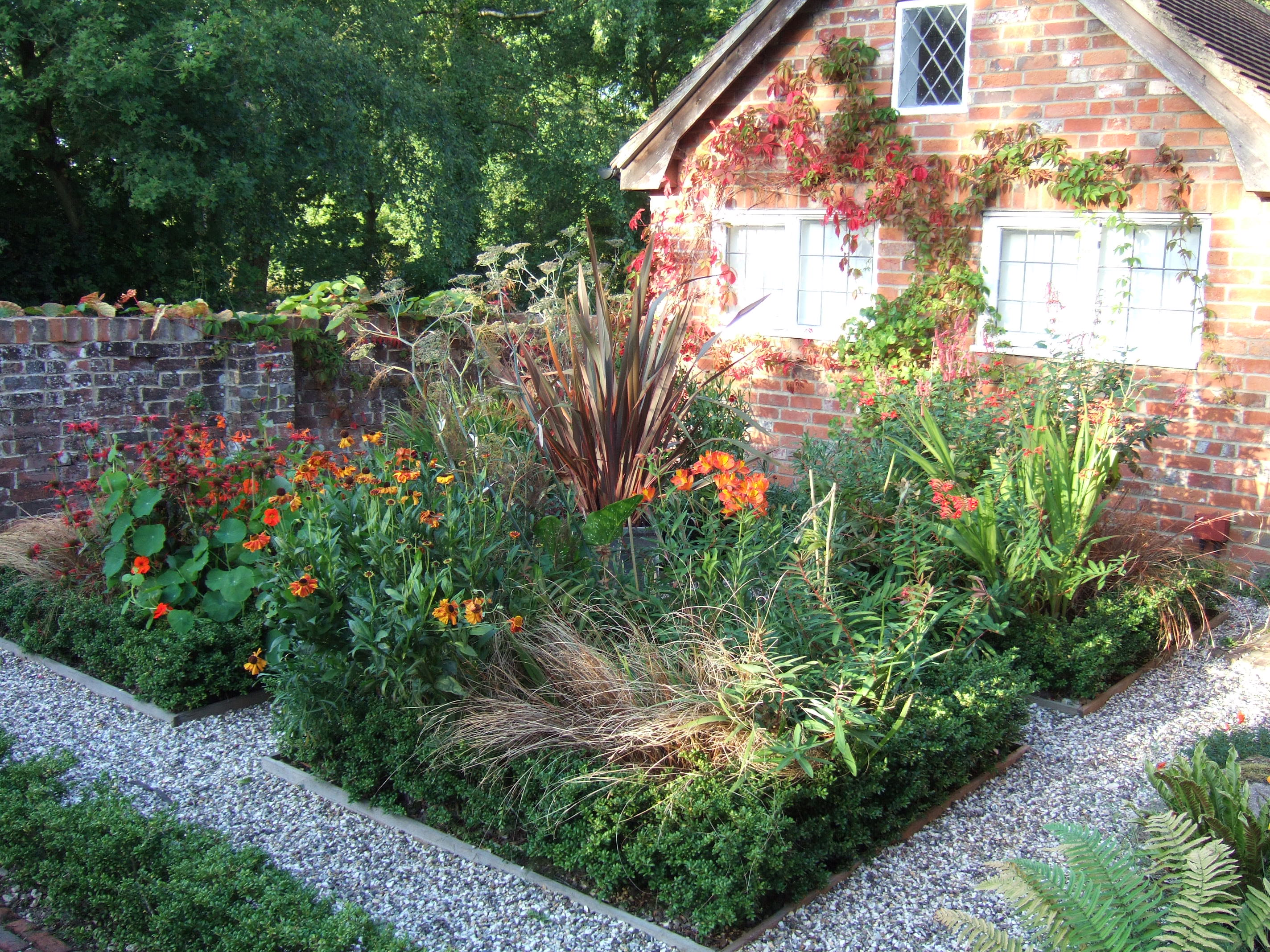
Parterre moderne

En règle générale, on essaye de varier les formes et les textures.
Ainsi, une belle touffe de longues herbes se marie bien avec un arbuste aux feuilles étendues. Le meilleur conseil qu'un paysagiste puisse donner est de dessiner son parterre avant de le planter. Les différentes formes et textures peuvent être symbolisées très simplement, par une pyramide ou un losange et par des traits horizontaux, verticaux ou par du grabouillis. Lorsqu'un parterre a une certaine envergure, le motif général d'une vue de face devrait être une succession de grandes pyramides, une fois plus larges, une fois plus minces, formées par plusieurs plantes, entrecoupées par des plus petites pyramides.
Un jardin classique gagne à être orné de plusieurs plantes architecturales (du buis ou des petits conifères), au feuillu dense et qui peuvent être taillées en formes. Un jardin pittoresque au contraire aime généralement être porteur de quelques espèces herbacées aux longues tiges qui bougent au rythme du vent. Il est aussi conseillé de planifier les couleurs des fleurs qu'on compte y planter.